# Orel (spolek)
Orel je katolická sportovní organizace, která byla založena na počátku 20. století katolickými sportovci. Určit přesné datum jeho vzniku je problematické, neboť vznikal postupně zakládáním a slučováním lokálních katolických spolků na přelomu 19. a 20. století, samotná organizace považuje za rok svého založení rok 1909, kdy se sjednotil název a vzniklo řádné jednotné vedení organizace na Moravě a provizorní v Čechách. V době první republiky byl Orel se zhruba 35 000 členy v roce 1931 po daleko početnější Československé obci sokolské druhou největší sportovní organizací v tehdejším Československu. Orel staví svoji činnost na křesťanských základech a věnuje se především sportu pro všechny a práci s mládeží. 1. Všeorelský slet se konal v Písku, a to ve dnech 15. a 16. srpna 1936.

## Historie

### Začátky
V roce 1896 byl při jednotě katolických tovaryšů v Praze založen tělocvičný odbor a obdobné jednoty pak začaly vznikat i v jiných místech při křesťansko-vzdělávacích spolcích. Roku 1904 se konal na Velehradě sjezd křesťansko-sociální strany, který přijal směrnice k zakládání tělocvičných odborů při katolických organizacích. Formálně byl Orel založen z podnětu katolické církve v roce 1909. Předseda křesťansko-sociální strany Jan Šrámek prohlásil 31. května 1909 na sjezdu v Olomouci všechny tělocvičné odbory součástí nové jednotné organizace Orel. Nejrychleji se nová sportovní organizace rozrůstala na Moravě, kde ve svém působení na mládež zdatně soupeřila se Svazem dělnických tělocvičných jednot (SDTJ) i Sokolem.
V Čechách se organizace uchytila zprvu jen na východě. Název Orel byl převzat od slovinských katolických tělocvičných organizací (naproti tomu Ladislav Hladký uvádí, že slovinský Orel vznikl roku 1909 po vzoru českého). Téhož roku 1909 se ve Vyškově konal první zemský slet. O dva roky později byla zvolena první Ústřední rada orelská v čele s Janem Šrámkem. Před zahájením 1. světové války měl Orel 249 odborů s 12 068 členy.

#### Vztahy Sokol a Orla
Ve dvacátých a třicátých letech byla velká rivalita mezi tělovýchovnými spolky Sokol, Orel a DTJ. Sokolové zpívali písničku: "Sedí Orel na vršku, Sokol mu dá na držku", Orlové to zpívali naopak a nejoblíbenější píseň u DTJ se jmenovala Klerikální děvče.
O napětí po rozštěpení Sokola a Orla na základě vztahů k církvi svědčí anonymní fejeton v katolickém týdeníku Čech z roku 1910, kde se mezi jiným praví:
| „                                                             | Svobodomyslné sokolstvo uvítalo „Orel” — když je dříve z tábora svého náboženskou nesnášenlivostí vypudili — tak hnusným způsobem, že zůstane to v kulturních dějinách Sokolů navždy k věčné jejich hanbě zachováno. Jeden z nejslavenějších bratrů Sokolů, předáků, profesor zemské reálky v Příboře, učitel dětí katolických rodičů, napsal k uvítám „Orla“ báseň, která nalezla nadšené pochvaly a přijetí v řadách sokolských. Stůjž zde na věčnou hanbu Sokola a spisovatele, profesora Judy tato „báseň na pochod Orlů”. | “ |
| — Úryvek z článku Z letopisů sokolských, (Čech, 21. 12. 1910) | |   |

Ve fejetonu je uvedena „sokolská“ parafráze původní Básně na pochod Orlů (viz níže), proti které se autor fejetonu ohrazuje (kopie výtisku dostupná v systému Kramerius je částečně nečitelná):
| „ | Hej, „Orli“ s měšcem naditým / poleťte k stanům rozbitým / tož k farám, jak se patří / ... Jsme „Orli“, spíše chrobáci / a známí brouci, vrtáci / co šťárají se v lejně, / ať našich schůzí jeden duch, / ať našich novin jeden puch, / pořád to smrdí stejně. | “ |

### Vývoj v Československu

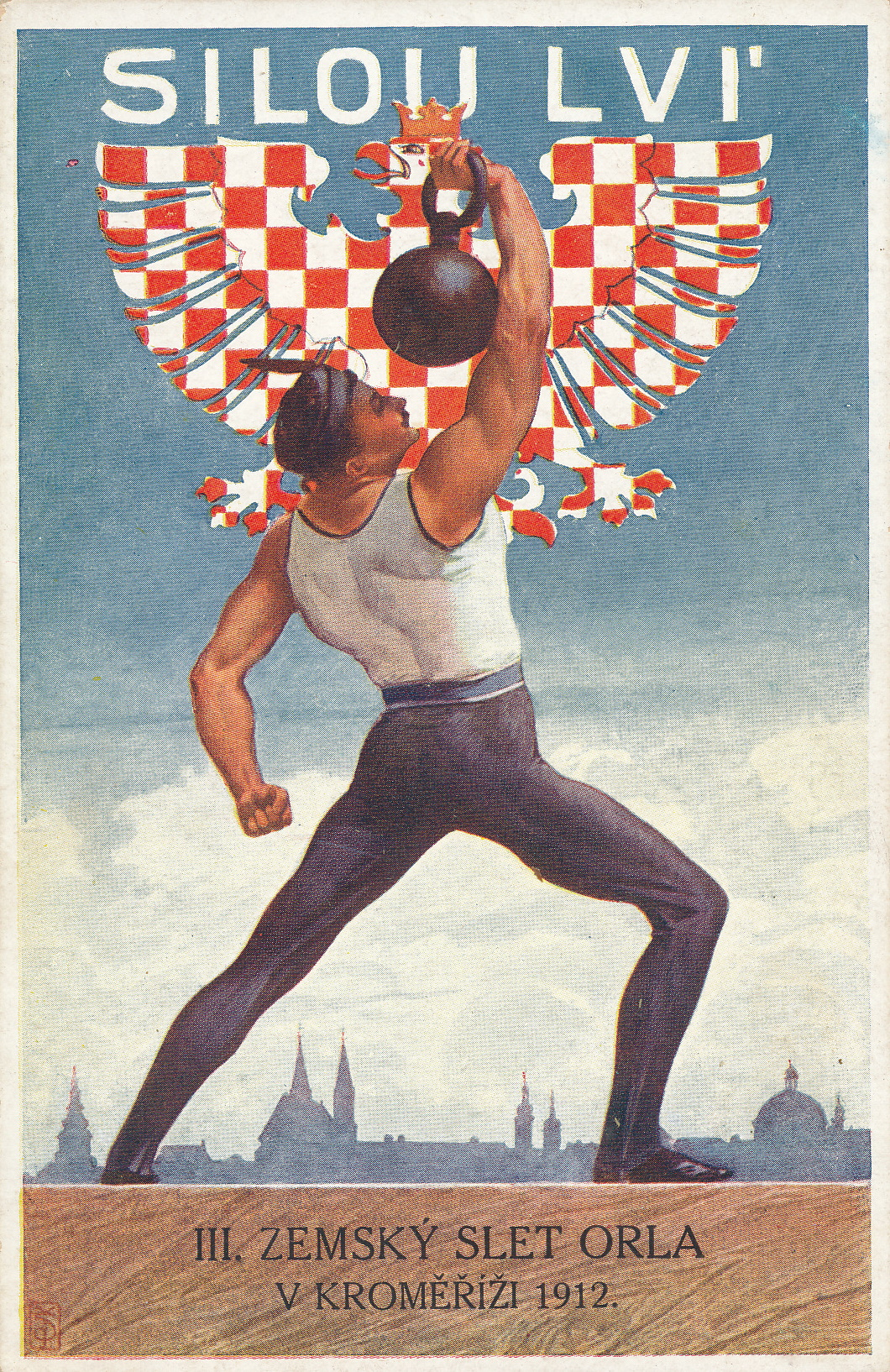
Plakát III. zemského sletu Orla v Kroměříži v roce 1912

Orlu byla v nové republice vyčítána ostatními českými organizacemi (Sokol, SDTJ) podpora Rakousko-Uherska a negativní postoj k husitství. Orel však s podporou katolické církve rychle mohutněl. V roce 1922 měl spolek přes 130 000 členů v 1 064 jednotách.
Na Slovensku začaly první orelské jednoty vznikat až po roku 1918. V únoru 1919 vznikla první jednota v Malackách a v roce 1920 měla orelská základna na Slovensku více členů, než v Čechách dominantní Sokol. V témže roce 1920 bylo v Orlu evidováno 346 jednot s téměř 40 000 členy. V srpnu 1922 se v Brně konal první slet Orla. Roku 1929 se v rámci oslav svatováclavovského milénia v Praze konaly Svatováclavské dny Orelstva, které navštívil i prezident T. G. Masaryk. Bylo mu to vyčítáno i Sokolem. Po roce 1925 bylo v Orlu přes 140 000 členů.
Tělovýchovná činnost byla rozmanitá. Mimo cvičení v tělocvičnách se věnovala pozornost branné výchově, atletice, košíkové, odbíjené, tenisu, házené a lyžování. Na Slovensku sílily snahy po osamostatnění a tyto tendence se přenesly i do Orla. V roce 1935 se slovenský Orel osamostatnil a podřídil Hlinkově slovenské ludové straně. Třetí sjezd slovenského Orla byl konán 13.–15. srpna 1938 a byl ve znamení protičeských, protikomunistických a protižidovských postojů. Po vzniku Slovenského státu byly všechny tělovýchovné organizace, tedy i Orel, zrušeny.
Po obsazení českého pohraničí se Orel s řadou dalších organizací spojil 14. října 1938 v Svazu občanské pohotovosti. Ministerský předseda Rudolf Beran vyvíjel tlak, aby se sjednotily úplně všechny sportovní organizace a vznikla jednotná tělovýchova. Po Mnichově byla řada českých organizací zakázána, okupační správa prosazovala činnost Kuratoria pro výchovu mládeže. Orel se postupně zapojil do odboje a čelil zatýkání svých příslušníků. Dne 30. listopadu 1941 vydalo policejní ředitelství v Brně zákaz činnosti Orla na Moravě a v Čechách byl úředně rozpuštěn 30. září 1942. Během 2. světové války padlo 332 členů Orla. Člen Orla byl i parašutista Josef Bublík a člen výsadku Anthropoid Jan Kubiš, který provedl útok na Reinharda Heydricha.

### Orelské dobrovolnické setniny na Slovensku
Do bojů v roce 1919 proti maďarským bolševikům na Slovensku se kromě armády zapojily i dobrovolnické formace různých spolků a organizací. Mezi nimi vytvořili svoji jednotku i členové Jednoty čs. Orla.
V Brně byly vytvořeny dvě orelské setniny: první tvořilo 110 mužů a druhou 88 mužů. Muži byli vystrojeni a vyzbrojeni. Původně rakouskouherské uniformy byly upraveny, odlišením od armády byl orelský odznak s pérem na čepici. Na Slovensku konali Orlové převážně strážní službu v týlu. Orlové se sice nezapojili přímo do bojů, ale díky jejich službě mohli být uvolněny jednotky pravidelné armády, které by jinak musely zabezpečovat týl. Po skončení bojů byla jednotka rozpuštěna a muži se vrátili ke svým rodinám.

### Po roce 1945
Orel byl v roce 1945 obnoven, v listopadu 1946 byl začleněn (spolu se Sokolem a DTJ) do Československého tělovýchovného svazu. VIII. sjezd Orla se konal v roce 1947, zde Orel odmítl snahy o jednotnou tělovýchovu v Československu. V roce 1948 byla organizace rozpuštěna znovu, tělovýchovné organizace byly státem začleněny do socialistického výchovného systému, zprvu pod názvem Sokol, jednotné tělovýchovné organizace. Během krátkého období roku 1968 se podařilo ustavit přípravný výbor Orla a dalších rozpuštěných organizací. Normalizační proces po srpnu 1968 tyto snahy rázně umlčel, v tělovýchově se konference ČSTV v červnu 1969 plně postavila za KSČ a jednotnou tělovýchovu. Znovu byl Orel obnoven v roce 1990.

## Současnost

### Počet členů
Orel má v současné době 19 000 členů, kteří jsou členy téměř 250 jednot. Orel působí na celém území České republiky, které je rozděleno celkem do 23 žup.

### Činnost Orla
Nejrozšířenější sporty: florbal, malá kopaná, stolní tenis a gymnastická cvičení.
Orel je členem mezinárodní organizace katolických sportovních spolků FICEP. Ústředí Orla je v Brně. Současným starostou je Stanislav Juránek, bývalý poslanec a hejtman Jihomoravského kraje za KDU-ČSL.

## Vedení Orla

### Starostové Orla
- Jan Šrámek (1909–1939) (1946–1950)
- František Leiner (1939–1942)
- Josef Papež (od 1990)
- Ladislav Šustr (1997–2010)
- Stanislav Juránek (od 2010)

## Galerie

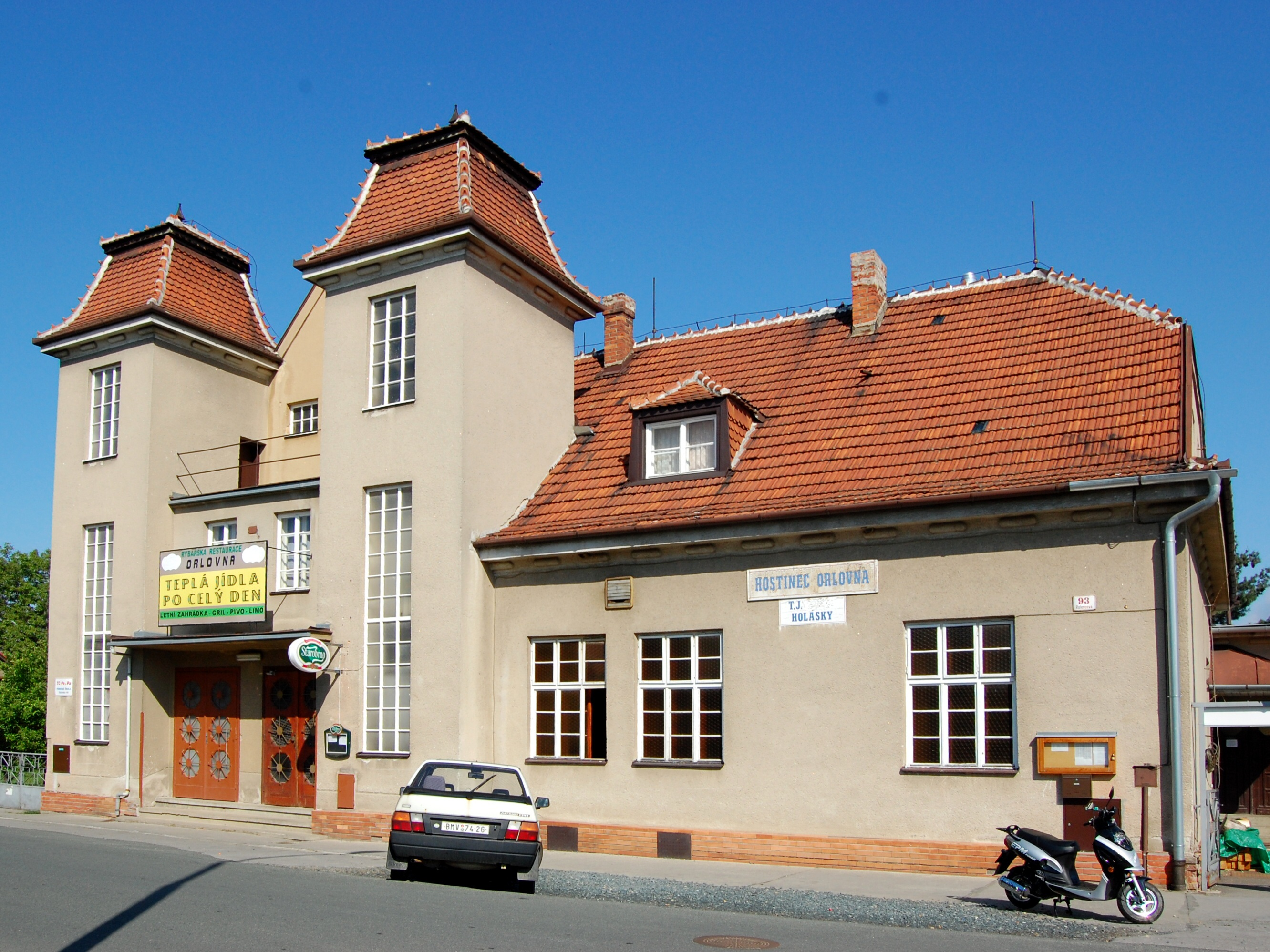
Orlovna Tuřany
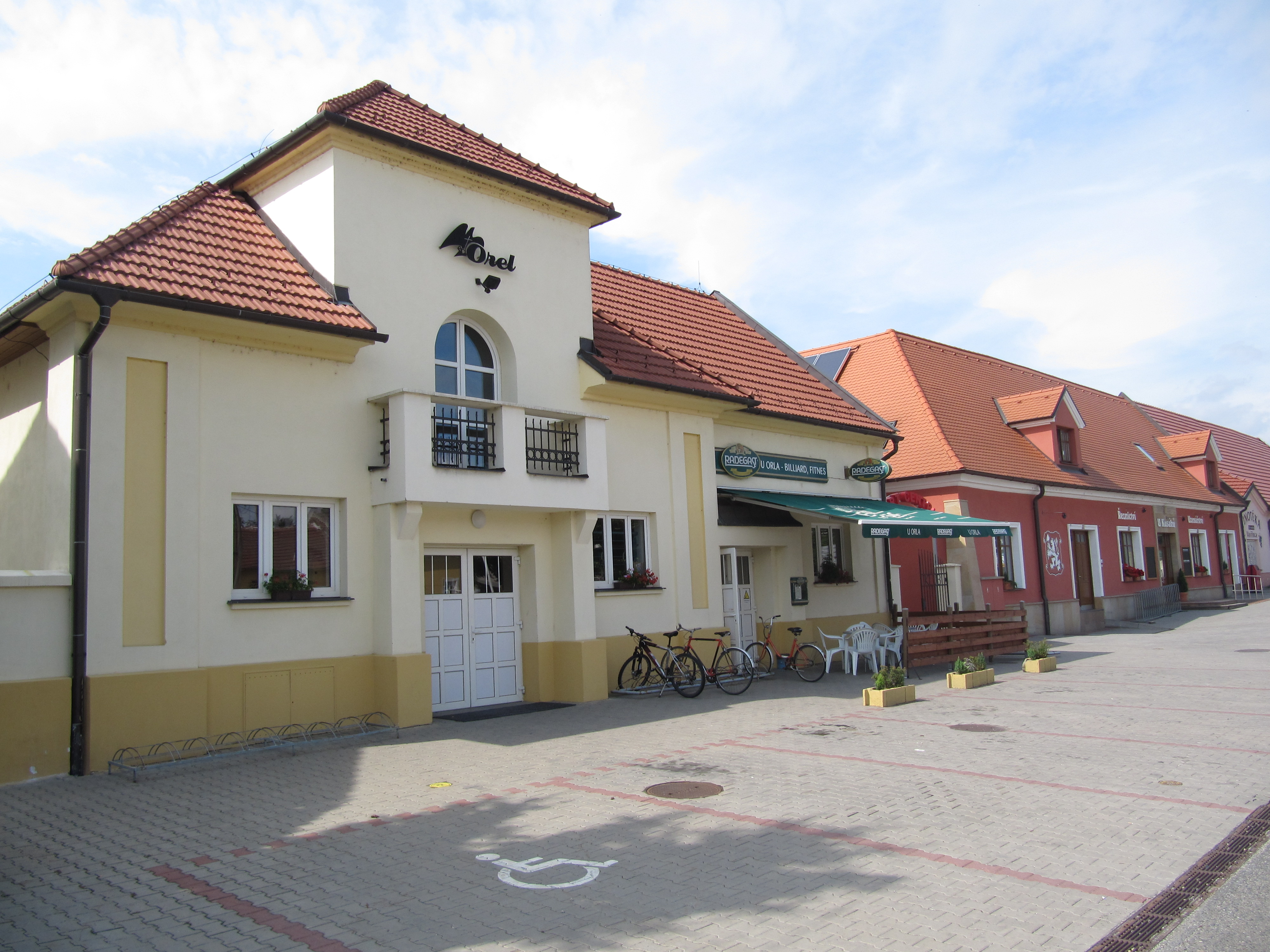
Orlovna Ostrožská Nová Ves
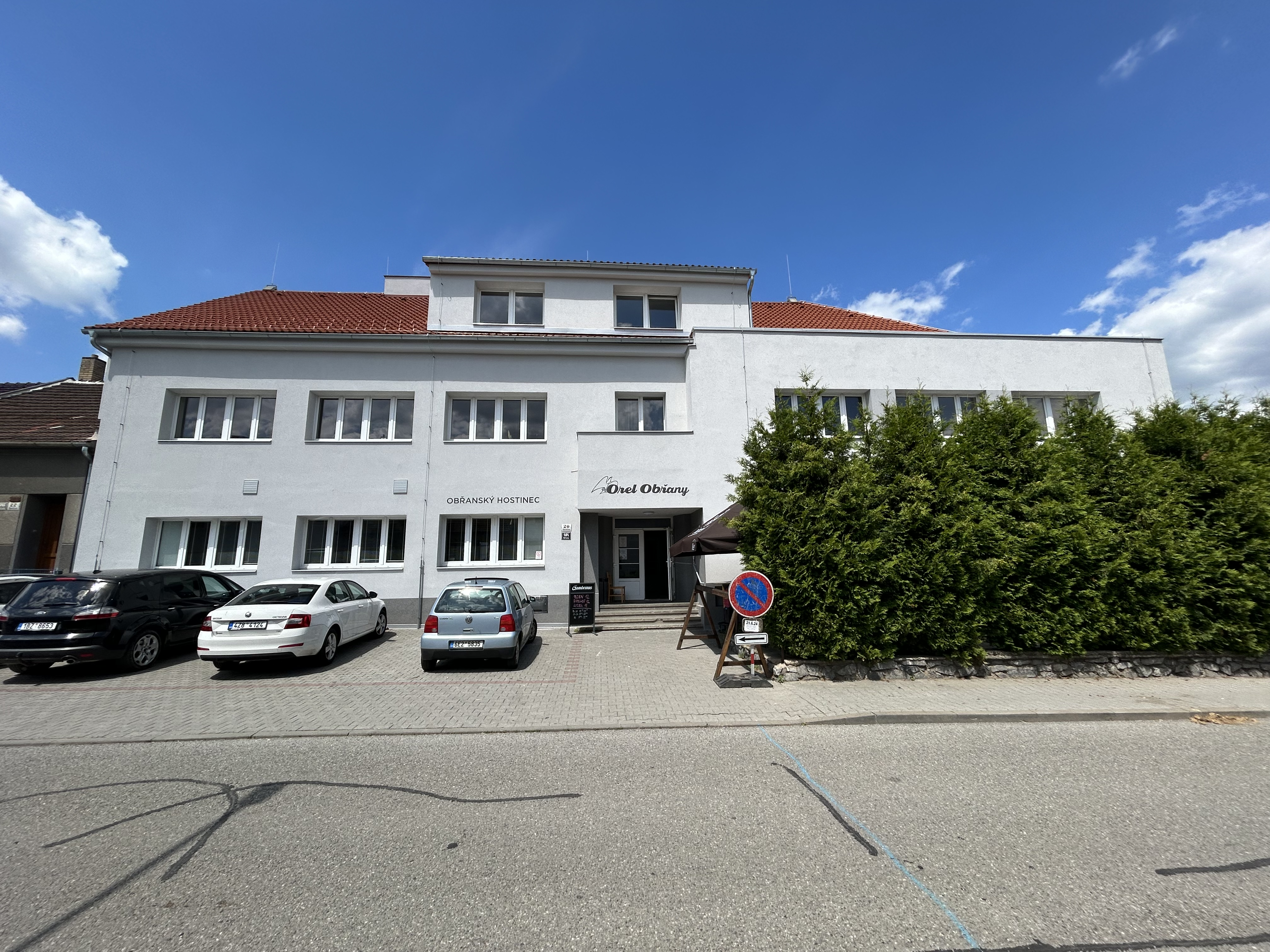
Orlovna Brno-Obřany
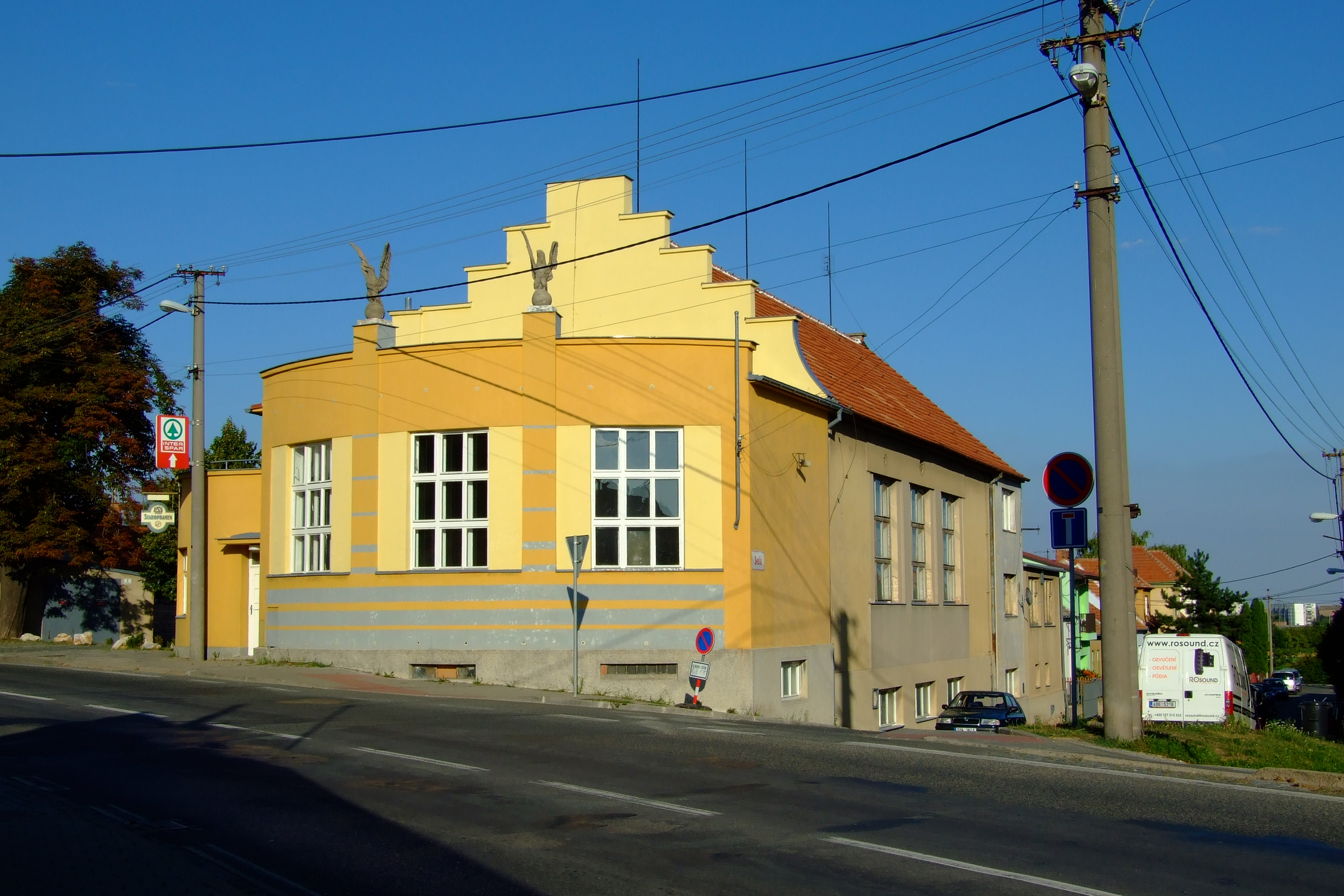
Orlovna Brno-Bosonohy
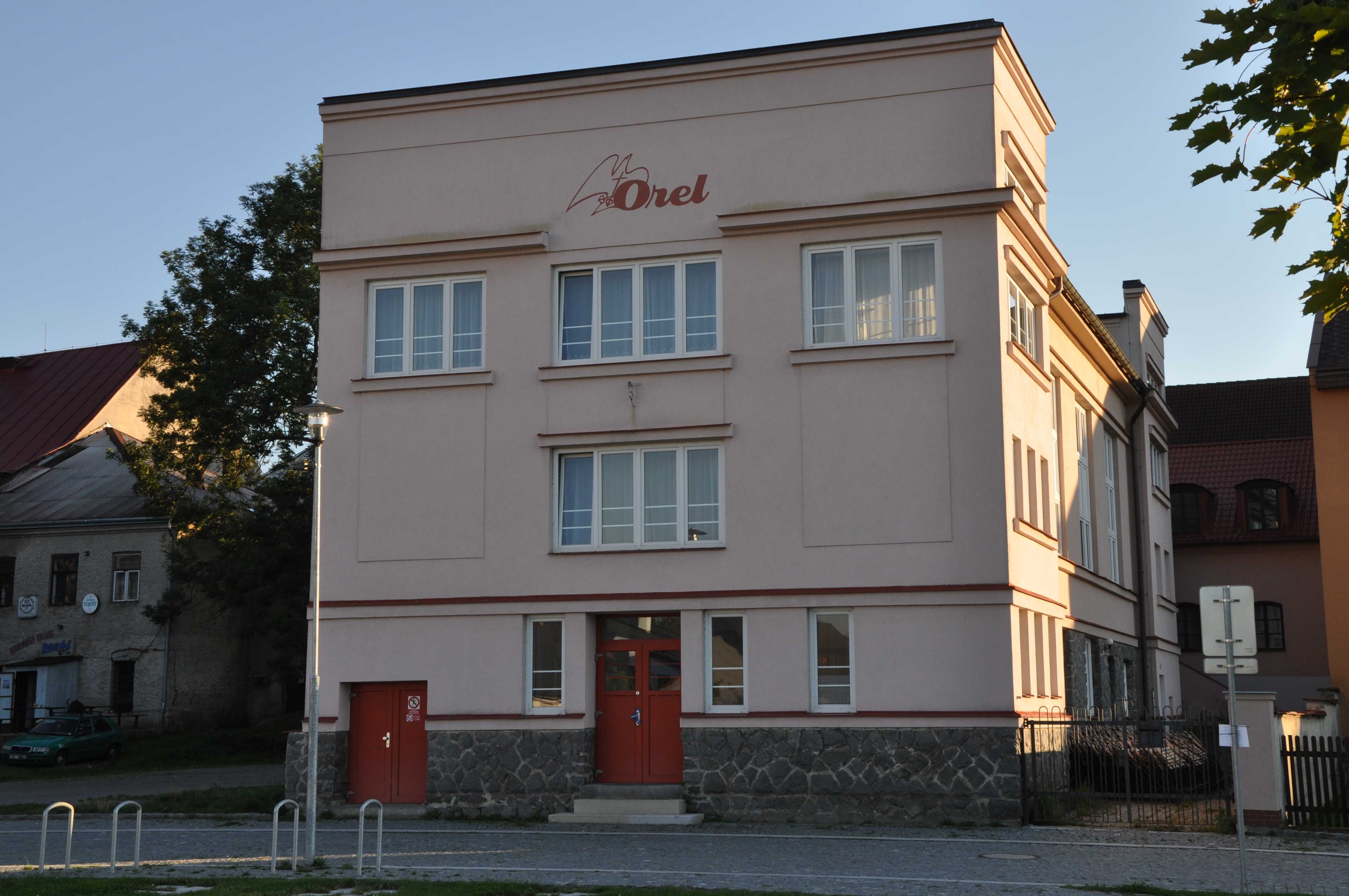
Orlovna Hlinsko